# 南开大学细胞应答交叉科学中心
南开大学细胞应答交叉科学中心，是“4211”卓越南开行动计划的实施内容。2020年1月12日在天津市南开大学成立，中国工程院院士、南开大学校长曹雪涛，中国科学院院士、天津市科协主席、南开大学原校长饶子和共同揭牌。

## 研究方向
南开大学细胞应答交叉科学中心的研究方向围绕“细胞应答的可视化研究”，关注病毒等病原微生物与宿主细胞、免疫细胞识别肿瘤细胞过程中的生物学变化，特别是细胞器重构和免疫激活在细胞应答中的关键作用和调控机制。